# 한국평론
《한국평론》(KOREA REVIEW)은 미국에서 발행되었던 월간지이다.